# Dansk Kennel Klub
Dansk Kennel Klub (forkortet DKK) er Danmarks største organisation for hundeinteresserede. DKK blev grundlagt 1. marts 1897 hovedsageligt for jagthunde,, men i dag dækker klubben alle hunderacer. Organisationen har over 33.000 medlemmer.
Hans Kgl. Højhed Prinsgemalen var protektor for organisationen.
Dansk Kennel Klub udgiver magasinet Hunden , som udkom første gang i januar 1891. Det udkommer 10 gange om året.

## Formål
Organisationens mål er:
- At skabe interesse for typiske, fysisk og mentalt sunde racehunde
- At varetage hundeejerens og hundens almene interesser i samfundet
- At give oplysninger og viden om hundens opdragelse, uddannelse og omsorg. [5]

## Internationalt samarbejde
DKK er den danske medlemsorganisation af den internationale Kennel Federation, Fédération Cynologique Internationale (FCI) og følger den samme gruppeinddeling af hunderacer, som denne organisation.
DKK er også et medlem af Nordisk Kennelunion (NKU). Andre medlemmer af NKU er Svenska Kennelklubben, Hundaræktarfélag Islands (Islands kennelklub), Norsk Kennel Klub og Suomen Kennelliitto-Finska Kennelklubben

## Kredse og lokalafdelinger
DKK har i øjeblikket 12 kredse
- DKK Kreds 1 - Postnr. 1000 til 3699 og 3900 til 3999
- DKK Kreds 2 - Postnr. 4000 til 4639
- DKK Kreds 3 - Postnr 5000-5999
  - Lokalafdeling Faaborg
- DKK Kreds 4 - Postnr. 6000-6792
  - Lokalafdeling Esbjerg
  - Lokalafdeling Augustenborg
- DKK Kreds 5 - Postnr. 7000-7190, 7300-7323, 7361-7362, 8653-8654, 8700-8783
  - Lokalafdeling Vejle
- DKK Kreds 6 - Postnr. 8000-8300, 8305, 8310-8643, 8600-8680, 8791-8990
  - Lokalafdeling Viby
- DKK Kreds 7 - Postnr. 9000-9990
  - Lokalafdeling Aabybro
  - Lokalafdeling Ålborg
- DKK Kreds 8 - Postnr. 3700-3790
- DKK Kreds 9 - Postnr. 6950-6990, 7470-7990
- DKK Kreds 10 - Postnr. 4640-4999
- DKK Kreds 11 - Postnr. 6800-6940, 7200-7280, 7330, 7400-7451
- DKK Kreds 12 - Færøerne

## Specialklubber
DKK har i øjeblikket 73 specialklubber.
Nogle specialklubber omfatter kun en enkelt race fx Newfoundlandklubben i Danmark, mens andre omfatter mange racer som Spidshundeklubben.
| Bassetklubben Beagleklubben Bearded Collie Klubben Border Collie Klubben Boxer-klubben Broholmerselskabet Bulldog-klubben Cavalier King Charles Spaniel Klubben i Danmark Dansk Berner Sennen Klub Dansk Blodhundeklub Dansk Breton Klub Dansk Bullmastiff Klub Dansk Chow Chow Klub Dansk Collie Klub Dansk Dalmatiner Klub Dansk Dobermann Klub Dansk Dogue de Bordeaux Klub Dansk Drentsche Patrijshond Klub Dansk Drever Klub Dansk Gordon Setter Klub Dansk Gravhundeklub Dansk Hovawart Klub Dansk Irsk Setter Klub Dansk Kooiker Club Dansk Lagotto Klub | Dansk Leonberger Klub Dansk Mastiff Klub Dansk Molosser Klub Dansk Münsterländer Klub Dansk Nova Scotia Duck Tolling Retriever Klub Dansk Pointer Klub Dansk Polarhunde Klub Dansk Retriever Klub Dansk Ruhår Klub Dansk Sankt Bernhard Klub Dansk Schapendoes Klub Dansk Schnauzer & Pinscher Klub Dansk Shar Pei Klub Dansk Shetland Sheepdog Klub Dansk Stabyhoun Klub Dansk/svensk Gårdhundeklub Dansk Terrier Klub Dansk Vizsla Klub Dansk Weimeraner Klub Dværgschnauzerklubben Engelsk Setter Klub i Danmark Eurasier Klub Danmark Grand Danois Klubben i Danmark Islandsk Fårehundeklub | Klubben for Gamle Danske Hønsehunde Klubben for Hyrde-, Kvæg- og Gårdhunde uden specialklub Klubben for Jagthunde uden Specialklub Klubben for Små Selskabshunde Korthaarklubben Langhårsklubben Myndeklubben Newfoundlandklubben i Danmark Old English Sheepdog Klubben Papillon - Phalene Klubben Pudelklubben Pyreneerklubben i Danmark Rhodesian Ridgeback Klubben Rottweiler Klubben Schæferhundeklubben for Danmark Selskabet for Dansk Spids Spaniel Klubben Specialklubben for Belgiske Hyrdehunde Spidshundeklubben Tibetanerklubben Tysk Jagtterrier Klub Welsh Corgi Klubben |

## Udvalg
DKK har nedsat en lang række udvalg, som tager sig af forskellige områder: sundhedsarbejde, udstillinger, markprøver, agility og mentalbeskrivelse.
Nogle af disse udvalg er permanente, andre er ”ad hoc” udvalg som kun fungerer til en bestemt opgave er løst.
De permanente udvalg:
| DKK´s Forretningsudvalg DKK´s Bestyrelseskontakt til kredsene DKK´s medlemmer af DJU´s bestyrelse DKK´s repræsentant i Dansk Hunderegister Arrangementsudvalg Brugshundeudvalg Eksteriørdommerudvalg Hundehandler-udvalg Hyrdehundeudvalg ID-mærkeudvalg Lovudvalg samt kutyme- og responsumudvalg Mentalbeskrivelsesudvalg | FCI-udvalg Schweisshundeudvalg Standardkomité Sundhedsudvalg Udstillingsudvalg Udvalget for Nationale og glemte racer Udvalget for drivende og apporterende jagthunde Udvalget for stående jagthunde Cadeau-udvalg NKU-udvalg Uddannelsesudvalg |

## Ekstern henvisning
- Den officielle hjemmeside for Dansk Kennel Klub